# Сёйты
Сёйты  — деревня в Сыктывдинском районе Республики Коми в составе сельского поселения Озёл. 

## География
Расположена у большого старичного озера Сёйты на правобережье реки Вычегды на расстоянии 25 км по прямой от города Сыктывкар на северо-восток.  

## Этимология
Сёйты в переводе с коми «глинистое озеро», «озеро с глинистым дном, глинистыми берегами».  

## История
Возникла после 1780 года. Впервые упоминается как деревня Сойтская в Экономических примечаниях к Генеральному межеванию 1784 - 1786 гг, в которых приведены данные из 4-й ревизии (1782 год). С 1793 года упоминается как Шойты, Сеитская, Сейтская при озере Сейтском, Сейты (Сей-ты).
В 1785 году в деревне проживали переселенцы из деревни Визябож Малыгины и Старцовы, переселенцы из села Додзь Потаповы, переселенцы из села Маджа Елфимовы. Между 1785 и 1793 прибыли переселенцы из села Озёл Семуковы и Лыткины. После 1816 года прибыли переселенцы из деревни Сертская (Серт) Кулаковы, а в 1842 году - переселенцы из села Слобода Коданевы.
С момента возникновения относилась к созданой в 1780 году Подгородной волости Усть-Сысольского уезда. В 1797-1801 гг. - к Пажгинской волости. В 1801-1834 гг. - к вновь образованной Подгородной волости. С 1834 года - к Выльгортской волости. С 1868 года - к Корткеросской волости.
Не сохранилось сведений о дате строительства Часовни во имя святителя Модеста, патриарха Иерусалимского, которая относилась к приходу усть-сысольского Троицкого собора. Закрыта после 1930 года.

## Население
В 1784 году в деревне насчитывалось 8 дворов, в которых проживало 38 человек (17 мужчин и 21 женщина), в 1793 году - 40 человек, в 1802 году - 48 человек, в 1809 году - 51 человек, в 1811 году - 22 человека, в 1822 году - 47 человек, в 1830 году - 38 человек.
Постоянное население в 2002 году - 72 человека (коми 97%), в 2010 году - 68 человек.